# بونيكفي (فليكا كلادوشا)
بونيكفي (السيريلية : Поникве) هي قرية في البوسنة والهرسك. وهي تقع في بلدية فليكا كلادوشا التابعة لكانتون يونا-سانا في اتحاد البوسنة والهرسك. طبقا لنتائج التعداد السكاني للبوسنة عام 2013، فقد كان عدد سكانها 913 نسمة.
تقع القرية على الحدود بين البوسنة والهرسك وكرواتيا.

## التركيبة السكانية

### التطور التاريخي للسكان
| 1961 | 1971 | 1981 | 1991 | 2013 |
| ---- | ---- | ---- | ---- | ---- |
| 654  | 764  | 909  | 1068 | 913  |

## وصلات خارجية
- (بالإنجليزية) Maplandia